# Jacques Dupré
Jacques Dupré, född 12 februari 1773 i New Orleans i Spanska Louisiana, död 14 september 1846 i Opelousas i Louisiana, var en amerikansk politiker (nationalrepublikan). Han var Louisianas guvernör 1830–1831.
Dupré var äldste son till Laurent Dupré de Terrebonne och Marie Josèphe Fontenot. Fadern avled 1783 och modern gifte om sig med "Grand Louis" Fontenot. Dupré gifte sig 1792 med Théotiste Roy och paret fick sju barn. Han talade flera indianspråk och startade 1813 ett slakteri tillsammans med Pierre Heno i New Orleans. I 1812 års krig deltog han i slaget vid New Orleans i Louisianas milis.
Dupré efterträdde 1830 Armand Beauvais som guvernör och efterträddes 1831 av André B. Roman.
Katoliken Dupré avled 1846 och gravsattes på St. Landry Church Cemetery i Opelousas.